# Люба Колчакова
Люба Христова Колчакова е сред първите български професионални балерини. Активният ѝ период като балерина е от 1940-те до 1960-те години. Тя е примабалерина на Софийската народна опера до 1967 г.

## Биография
Колчакова е родена в семейството на архитект Христо Колчаков, завършил Сорбоната и автор на плановете на летището и сградата на кметството в Анкара. След смъртта на бащата (едва 38-годишен) от коремен тиф семейството се връща в България. През 1945 година Колчакова завършва музикалното училище в София, както и школата на основоположника на българския балет Анастас Петров.
Изпълнявала е ролите на Одета-Одилия в „Лебедово езеро“ на Чайковски, Жизел и Мирта в „Жизел“ на Адолф Адам, Лиза в „Съперници“ на Паул Хертел, Мария в „Бахчисарайски фонтан“ на Борис Асафиев, Тао-Хоа в „Червеният мак“ на Райнхолд Глиер, „Есмералда“ в едноименния балет на Чезаре Пуни, Лауренсия в едноименния балет на Александър Крейн, Румяна в „Хайдушка песен“ на Александър Райчев, Гаяне в едноименния спектакъл по музика на Арам Хачатурян. Тя е първата българска балерина, изпълнила главната роля в „Умиращият лебед“ от Камий Сен-Санс.
През 1952 г. Колчакова започва да преподава класически танц в новосформираното Държавно хореографско училище в София. През 1953-1954 година специализира в хореографските училища в Ленинград и Москва, и има шанса да гледа на живо и да се учи от световноизвестната балерина Мая Плисецкая. По-късно става художествен ръководител на Държавното хореографско училище, през 1972 година се мести със съпруга си, актьора Георги Попов (1924-1995), в Бургас, където от 1972 до 1983 година работи като художествен ръководител на балета на Бургаската опера.
През 2005 г. излиза биографичната книга „Люба Колчакова – Танцуващата“ с автор Румяна Емануилиду. На 6 декември 2008 г. балерината е обявена за почетен гражданин на Бургас. Починала е в старческия дом в гр. Черноморец.